# Punch Taverns
Punch Taverns ist ein britisches Unternehmen mit Firmensitz in Burton upon Trent, Staffordshire.

## Geschichte
Das Unternehmen wurde 1997 gegründet und ist Eigentümer von Kneipen und Gastwirtschaften im Vereinigten Königreich.
Im November 2003 wurde das britische Konkurrenzunternehmen Pubmaster sowie 2004 die Firma InnSpired gekauft, im Dezember 2005 erwarb man zudem den Konkurrenten Spirit Group. Durch die Übernahmen der letzten Jahre wuchs Punch Taverns zum größten Betreiber von Pubs in Großbritannien. Schärfster Mitbewerber ist die Kette Mitchells & Butlers.